# Bounce B-Sides
Bounce B-Sides es un álbum de Bon Jovi de edición limitada, contiene canciones descartadas de Bounce.

## Lista de canciones
1. "No Regrets"
2. "Postcards from the Wasteland"
3. "Alive"
4. "Another Reason to Believe"
5. "Breathe"
6. "Lucky"
7. "Standin'"
8. "We Can Dance"
9. "Run Rudolph Run" (Live)

- Datos: Q5732852